# Joseph Isaïe Saint-Ange d'Indy
Joseph Isaïe Saint-Ange d'Indy est un militaire et un administrateur français né le 12 août 1769 à Vernoux-en-Vivarais (Vivarais), et décédé le 19 février 1831 à Boffres (Ardèche).

## Biographie
Joseph Isaïe Saint-Ange d'Indy naît le 12 août 1769 à Vernoux-en-Vivarais. Il est le fils de Pierre Isaïe d'Indy et de Marie Marguerite de Millanoix.
Il est entré, en qualité de cadet gentilhomme, élève de l'École militaire par brevet du 7 octobre 1785, jusqu'au 1er juillet 1787. Le même jour, il est nommé sous-lieutenant de remplacement au régiment de dragons de La Rochefoucauld, réformé par la loi du 28 septembre 1791, sanctionné par la loi du 21 octobre suivant sur la nouvelle organisation et composition de l'armée qui n'admettait plus d'officier de remplacement.
Il est président de l'administration communale du canton de Vernoux, du 10 brumaire an IV (1er septembre 1795) au 29 nivôse an V (18 janvier 1797).
Il est membre du conseil général du département de l'Ardèche par brevet du 3 mai 1807, jusqu'au 24 juillet 1811.
Il est nommé sous-préfet de Bagnères-de-Bigorre, le 24 juillet 1811, jusqu'au 10 juin 1814. Il est nommé préfet de l'Ardèche par brevet du 10 juin 1814. Il est remplacé le 22 mars 1815. Il retrouve son poste après les Cent Jours et le conserve jusqu'au 1er février 1819.
Il meurt le 19 février 1831 au lieu de Chabret, sur la commune de Boffres.

## Décoration
- Chevalier de la Légion d'honneur[3].

## Famille
- Pierre Isaïe d'Indy, seigneur de Chabret, écuyer, lieutenant au régiment d’Autichamp dragons, chevalier de Saint-Louis, marié le 24 janvier 1765 avec Marie Marguerite Millanais (ca 1742-1816),
  - Joseph Isaïe Saint-Ange d'Indy, marié avec Flore Pierrette Sybille Bertrand de Saint-Ferréol (vers 1775-1842)
    - Jean Guillaume Isaïe d'Indy (1792-1869), sous-préfet de Nyons de 1821 à 1830, marié avec  Anne Joséphine Chorier (1796-1869)
      - Sophie Angélique Bibiane d'Indy (1822-1896), Bibiane d'Indy ou Bibiane Guyon de Geys de Pampelonne[4], mariée en 1848 avec Antoine Victor de Guyon de Geys de Pampelonne (1814-1881)
        - Marie Marguerite Hectorine Isabelle de Guyon de Geys de Pampelonne (1851-1905), Isabelle de Pampelonne, mariée à Boffres en 1875 avec son cousin, Vincent d'Indy

    - Louis Marguerite Théodore Isaïe d'Indy (1793-1853), capitaine au 1er régiment de grenadiers, marié le 13 mars 1820 avec Thérèse Résia Chorier (1795-1872),
      - Wilfrid d'Indy (1821-1891) marié le 25 juin 1851 avec Marguerite de Chabrol (1827-1891), petite-fille de Christophe de Chabrol de Crouzol,
        - Cécile d'Indy (1851-1943)
        - Anne Conception Thérèse d'Indy (1854-1936)

      - Antonin d'Indy (1822-1904), conseiller à la Cour de cassation, marié le 25 juin 1850, en premières noces, avec Pauline Mathilde de Chabrol (1829-1851), sœur de Marguerite de Chabrol mariée à Wilfrid d'Indy,
        - Vincent d'Indy (1851-1931), marié en premières noces à Boffres en 1875 avec sa cousine, Marie Marguerite Hectorine Isabelle de Guyon de Geys de Pampelonne (1851-1905)
          - Antoinette Bibiane Marie Berthe d'Indy (1876-1913)
          - Anne Marie Marguerite d'Indy (1877-1943)
          - Jean Joseph Antoine Isaïe d'Indy (1879-1960)

        - Vincent d'Indy marié en secondes noces en 1920 avec Caroline Janson (1888-1950)

      - Antonin d'Indy marié en secondes noces, le 3 juillet 1855, avec Catherine de Glos (1834-1861)
        - Jeanne d'Indy (1856-1943)
        - Pierre d'Indy (1857- )
        - Agnès d'Indy (1859-1938)

      - René Guillaume Arthur d'Indy (1826-1833)

  - Antoine Anne Sibille Isaïe d'Indy (1772- )